# "No Snow, No Show" for the Eskimo
"No Snow, No Show" for the Eskimo es el primer álbum en vivo de la banda británica de rock gótico The Mission, publicado en 1993 por el sello Windsong International. Las pistas fueron extraídas de dos presentaciones en vivo de la agrupación; la primera de ellas en el recinto Manchester Apollo en Mánchester en marzo de 1990 y las restantes grabadas en el Wembley Arena de Wembley en diciembre de 1988. Todas ellas fueron remasterizadas por la cadena de televisión BBC, puesto que tenían los derechos de trasmisión en las respectivas presentaciones.
A pesar de haber sido grabado en el período de mayor popularidad en el mercado inglés, no entró en las listas británicas.

## Lista de canciones
| N.º | Título                 | Duración |  |
| 1.  | «Amelia»               | 2:57     |  |
| 2.  | «Wasteland»            | 6:19     |  |
| 3.  | «Serpent's Kiss»       | 4:06     |  |
| 4.  | «Belief»               | 7:35     |  |
| 5.  | «Severina»             | 3:49     |  |
| 6.  | «Butterfly on a Wheel» | 5:46     |  |
| 7.  | «Into the Blue»        | 4:27     |  |
| 8.  | «Kingdom Come»         | 4:55     |  |
| 9.  | «Deliverance»          | 6:21     |  |
| 10. | «Tower of Strength»    | 8:20     |  |
| 11. | «Crystal Ocean»        | 6:27     |  |

## Músicos
- Wayne Hussey: voz, guitarra y piano
- Craig Adams: bajo
- Simon Hinkler: guitarra eléctrica
- Mick Brown: batería